# Radioastronomie amateur
La radioastronomie amateur est la pratique de la radioastronomie par des astronomes non professionnels et des radioamateurs.
Il y a environ 50 000 astronomes amateurs en France, mais moins de 300 radioastronomes amateurs.

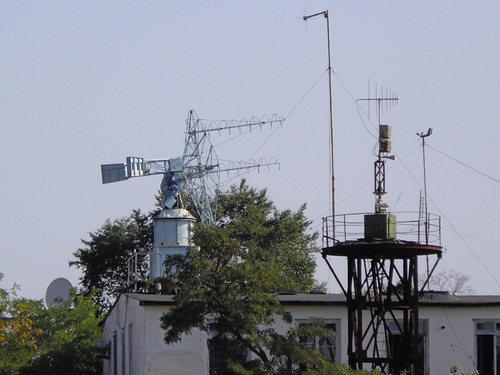
Antennes d'une station de radioastronomie amateur.

## Radioastronomie élémentaire
Avec un simple récepteur de radiodiffusion d'onde courte bande des 13 mètres et comme antenne un fil électrique de 3,5 mètres, il est très simple d'intercepter le bruit radio-électromagnétique de la planète Jupiter en AM sur la fréquence de 21,86 MHz : bruit de petites vagues rapides écoutées sur haut-parleur . (Lire aussi 'Magnétosphère de Jupiter')
Il est également possible d'écouter les étoiles filantes.  Les traînées de gaz ionisés qu'elles laissent dans l'atmosphère terrestre réfléchissent les ondes radio de stations VHF inaudibles en temps normal parce que trop éloignées.  La procédure consiste à régler le récepteur sur une fréquence non utilisée localement mais utilisée par un émetteur puissant situé à plusieurs centaines ou milliers de kilomètres.

## Équipements
À la différence des professionnels qui utilisent des grandes paraboles (plus de 10 mètres de diamètre), les radioastronomes amateurs utilisent des antennes dipôles (pour les météores et pour Jupiter), des antennes Yagi (pour le Soleil, les météores, la Voie Lactée), des petites paraboles de 80 cm (pour le Soleil) et enfin des paraboles de 3 à 5 mètres (pour SETI).
Le récepteur radio, cœur du radiotélescope, est souvent du type de ceux utilisés par les radioamateurs ou par certains professionnels. Ces récepteurs très sensibles couvrent une large gamme de fréquences (quelques dizaines de Hz à quelques GHz), et permettent de décoder différents types de signaux (CW, SSB, AM, FM) avec une bande passante ajustable. 
Les marques AOR, ICOM, Kenwood, Yaesu, entre autres, proposent de tels équipements généralistes. Mais certains radioastronomes amateurs préfèrent réaliser leur propre récepteur, dédié à un type d'observation, ce qui accroît le plaisir de l'expérimentation.

## Bandes de radioastronomie

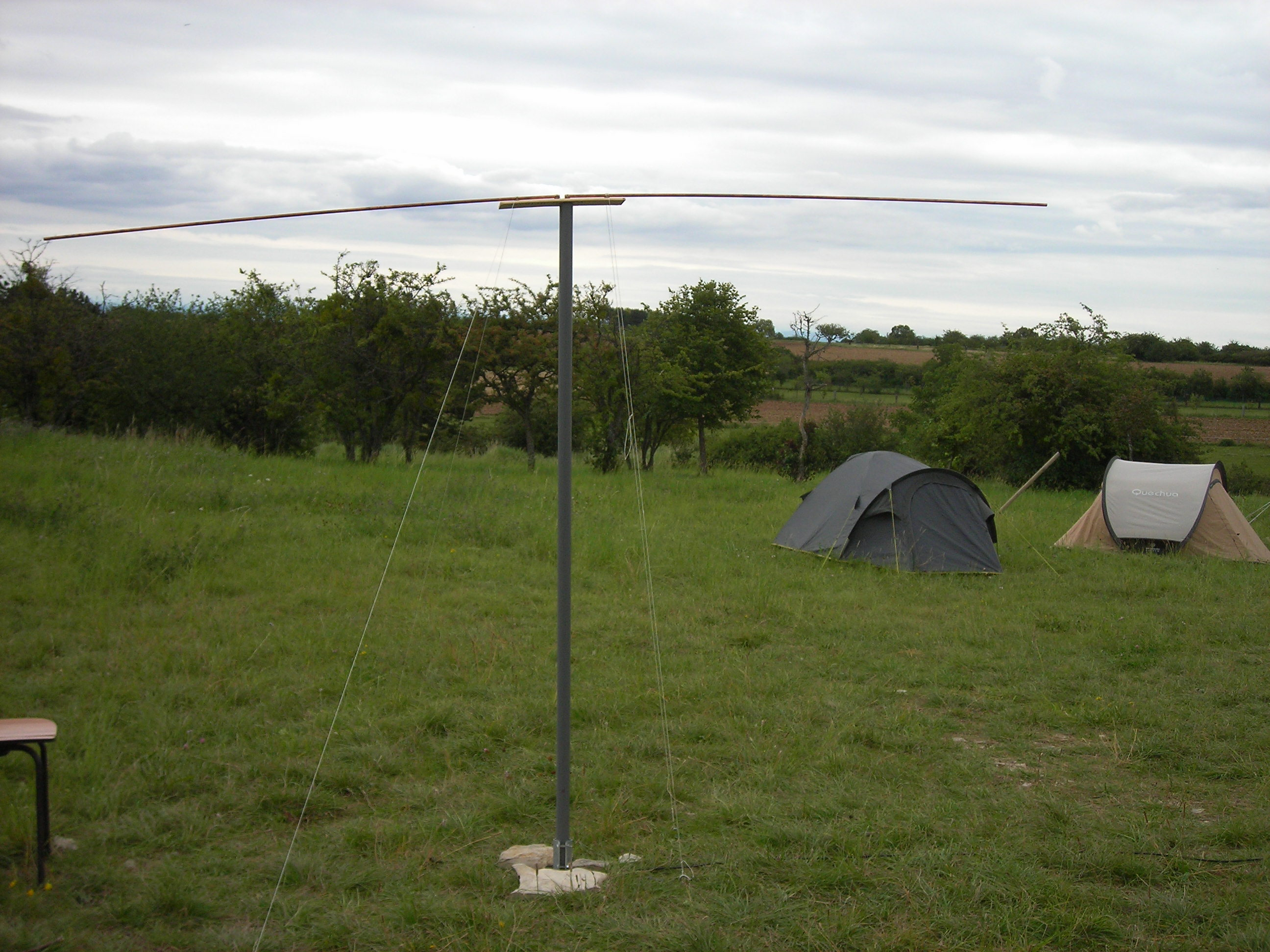
Antenne-dipole de radiotélescope VHF (25/75 MHz)

Les radioastronomes amateurs écoutent principalement les signaux radiofréquences du Soleil sur 20/30 MHz (HF), 140/150/160 MHz (VHF), 430/650 MHz (UHF), 10/12 GHz (SHF).
Certains radioastronomes amateurs écoutent et visualisent aussi les échos météoriques (technique du radar bistatique) sur 50 MHz (VHF) notamment, les sursauts RF (bursts) de Jupiter sur 20/21 MHz (HF), ou bien participent à la recherche SETI (recherche de signaux extra-terrestres) en veillant la fréquence de l'hydrogène neutre vers 1420 MHz (UHF). 

La radioastronomie poussée est réalisée avec du matériel radioastronomique de réception dans les bandes radios dédiées à la radioastronomie donc sans brouillage.
Les bandes dédiées à la radioastronomie ont des assignations spécifiques pour être utilisées par ce service de radioastronomie.
Ces fenêtres radio donnent accès à divers corps célestes car les répartitions des bandes protègent des brouillages d’autres services.
| Bandes ITU                | Types d’observation           |
| ------------------------- | ----------------------------- |
| 13,36 MHz à 13,41 MHz     | Soleil, Jupiter               |
| 25,55 MHz à 25,67 MHz     | Soleil, Jupiter               |
| 37,5 MHz à 38,25 MHz      | Jupiter                       |
| 73 MHz à 74,6 MHz         | Soleil                        |
| 150,05 MHz à 153 MHz      | Continuum, pulsar, Soleil     |
| 322 MHz à 328,6 MHz       | Continuum, deutérium          |
| 406,1 MHz à 410 MHz       | Continuum                     |
| 608 MHz à 614 MHz         | VLBI                          |
| 1 330 MHz à 1 400 MHz     | Raie HI red-shiftée           |
| 1 400 MHz à 1 427 MHz     | Raie HI                       |
| 1 610,6 MHz à 1 613,8 MHz | Raies OH                      |
| 1 660 MHz à 1 670 MHz     | Raies OH                      |
| 1 718,8 MHz à 1 722,2 MHz | Raies OH                      |
| 2 655 MHz à 2 700 MHz     | Continuum, HII                |
| 3 100 MHz à 3 400 MHz     | Raies CH                      |
| 4 800 MHz à 5 000 MHz     | VLBI, HII, raies H2CO et HCOH |
| 6 650 MHz à 6 675,2 MHz   | CH3OH, VLBI                   |
| 10,60 GHz à 10,70 GHz     | Quasar, raies H2CO, Continuum |
| 14,47 GHz à 14,50 GHz     | Quasar, raies H2CO, Continuum |
| 15,35 GHz à 15,40 GHz     | Quasar, raies H2CO, Continuum |
| 22,01 GHz à 22,21 GHz     | Raie H2O red-shiftée          |
| 22,21 GHz à 22,5 GHz      | Raies H2O                     |
| 22,81 GHz à 22,86 GHz     | Raies NH3, HCOOCH3            |
| 23,07 GHz à 23,12 GHz     | Raies NH3                     |
| 23,6 GHz à 24,0 GHz       | Raie NH3, Continuum           |
| 31,3 GHz à 31,8 GHz       | Continuum                     |
| 36,43 GHz à 36,5 GHz      | Raies HC3N, OH                |
| 42,5 GHz à 43,5 GHz       | Raie SiO                      |
| 47,2 GHz à 50,2 GHz       | Raies CS, H2CO, CH3OH, OCS    |
| 51,4 GHz à 59 GHz         |                               |
| 76 GHz à 116 GHz          | Continuum, raies moléculaires |
| 123 GHz à 158,5 GHz       | Raies H2CO, DCN, H2CO, CS     |
| 164 GHz à 167 GHz         | Continuum                     |
| 168 GHz à 185 GHz         | H2O, O3, multiples raies      |
| 191,8 GHz à 231,5 GHz     | Raie CO a 230.5 GHz           |
| 241 GHz à 275 GHz         | Raies C2H, HCN, HCO+          |
| 275 GHz à 1 000 GHz       | Continuum, Raies moléculaires |

## EME

Propagation par réflexion sur la Lune vers tous pays en vue de cet astre

Liaison EME Earth-Moon-Earth désignée en français par radiocommunication Terre Lune Terre est une activité fondée sur la propagation d'ondes radio par réflexion sur la Lune  , . Les stations radios sur la Terre doivent voir la Lune en même temps pour communiquer.
Il est possible de recevoir les signaux d'émetteurs suffisamment puissants après leur réflexion sur la Lune avec un récepteur équipé de préamplificateurs d'antenne faible bruit avec un gain de +30 dB ou plus et un groupe d'antennes Yagi ou une antenne parabolique de réception de gain de +35 dB ou plus pointé vers la Lune. 

Tableau de d'affaiblissement électromagnétique par réflexion sur la lune "EME" et en fonction des fréquences EME.

| Fréquences                                                 | Atténuation en dB |
| ---------------------------------------------------------- | ----------------- |
| Bande 50.000 à 50.020 MHz                                  | 243 dB            |
| Bande 144.000 à 144.035 MHz et Bande 144.120 à 144.160 MHz | 252 dB            |
| Bande 432.000 à 432.025 MHz                                | 262 dB            |
| Bande 1296.000 à 1296.025 MHz                              | 271 dB            |
| Bande 2320.000 à 2320.025 MHz                              | 276 dB            |
| Fréquence 10.368 GHz                                       | 289 dB            |
| Fréquence 24.0482 GHz                                      | 306 dB            |